# Tatiana Blass
Tatiana Blass (nacida en São Paulo, SP, 1979) es una artista brasileña que construye narrativas abstractas complejas con sus representaciones, pinturas, vídeos e instalaciones.
Blass empezó su carrera creando pinturas abstractas  fuertemente influidas por collage que destacó colores diferentes de formas, pronto pasó a una práctica interdisciplinaria. A través de la manipulación de materiales numerosos, Tatiana Blass explora la tensión entre construcción y deconstrucción, forma y función.
La obra de Blass se ha estado exhibiendo regularmente en espectáculos colectivos e individuales por todas partes Brasil y en el extranjero desde 1998.

## Carrera
Tatiana Blass empezó desarrollar una afinidad por el arte desde niña, experimentando con diferentes medios, yendo a exhibiciones y tomando clases de arte, incluyendo un curso con Alex Cerveny y Sandra Cinto. En 1998, fue aceptada en el Instituto de Arte en la Universidad Estadual Paulista (UNESP), ganando un título en arte en 2001. Durante sus años universitarios, Blass continuó tomando cursos de arte independientes con  famosos críticos de arte y artistas, incluyendo Rodrigo Naves, Alberto Tassinari, Rodrigo Andrade, y Paulo Monteiro.
Ambos su primera exposición colectiva y su primera exposición individual fueron apoyadas por el Instituto de Arte UNESP, en 1998 y 2001 respectivamente. Durante aquel periodo,  exhibió su trabajo en varios salones de arte en Brasil.
En 2004, Blass presentó su primer site-specific installation  (instalación sitio-específica) en Ateliê397 en Vila Madalena, São Paulo, creando coloridas manchas en el piso y las paredes de la galería. Su más notable instalación sitio-específica llegó siete años más tarde, en 2011, con Penélope, cuando ella se hizo cargo de la capilla y el patio en Morumbi Capilla, también en São Paulo, donde se tejió hilo rojo a través de las paredes y el jardín del edificio, alimentando a un telar para crear una alfombra roja.
En Cão Cego, su primera exposición de museo individual en el Museo de Arte Moderno de Bahia en 2009,  empezó a experimentar con la mezcla de representación y escultura, creando esculturas de cera que funde y deformar durante su exposición. Llevaría la misma técnica para Luz que cega - Sentado (2001), un trabajo que finalmente ganaría en el 2011 el Premio PIPA. La cera también apareció en Metade de fala no chão (2008-2010), parte representación y parte escultura, exhibida por primera vez en el 29.º São Paulo Bienal, donde  fue vertida en instrumentos musicales, haciéndolos silenciosos.
El trabajoTatiana Blass hace parte  de la colección de varias instituciones públicas y privadas en Brasil y de los EE. UU., incluyendo Pinacoteca do Estado de São Paulo, Museu de Arte Moderna do Rio de Janeiro, and Cisneros Fontanals Art Foundation..